# Le Verrier (cratère lunaire)
Le Verrier est un cratère lunaire situé sur la face visible de la Lune. Il est situé au nord de la  Mare Imbrium, à l'ouest du cratère  Helicon et au nord-ouest de la baie du Sinus Iridum. Le cratère Le Verrier a une forme de cuvette avec un bord presque circulaire. Les parois intérieures affichent l'apparence d'affaissement le long des bords supérieurs. La paroi intérieure et le sol au sud-est semble plus irrégulier que partout ailleurs. 
En 1935, l'Union astronomique internationale lui a attribué le nom de Le Verrier en l'honneur de l'astronome et mathématicien français Urbain Le Verrier. 
Le cratère Le Verrier possède un certain nombre de cratères satellites identifiés avec des lettres.
| Le Verrier | Latitude | Longitude | Diamètre |
| ---------- | -------- | --------- | -------- |
| A          | 38.1° N  | 17.3° W   | 4 km     |
| B          | 40.1° N  | 12.9° W   | 5 km     |
| D          | 39.7° N  | 12.3° W   | 9 km     |
| E          | 42.4° N  | 16.9° W   | 7 km     |
| S          | 38.9° N  | 20.6° W   | 3 km     |
| T          | 39.8° N  | 20.7° W   | 4 km     |
| U          | 37.2° N  | 13.1° W   | 4 km     |
| V          | 37.8° N  | 14.2° W   | 3 km     |
| W          | 39.4° N  | 13.9° W   | 3 km     |
| X          | 41.6° N  | 12.1° W   | 3 km     |